# Aehobak
Aehobak (en coreano: 애호박), también llamado calabacín coreano  es una calabaza de verano comestible, de color verde tirando a amarillo verdoso. Aunque la inmensa mayoría de calabazas de verano son variedades de Cucurbita pepo, el aehobak pertenece a la especie Cucurbita moschata. Comúnmente utilizado en la cocina coreana, un aehobak tiene la forma de calabacín, pero con una piel más fina y suave y una carne más delicada. Por lo general, se vende en plástico retractilado.
La mayoría de cultivares de calabacín coreano incluyen 'Seoulmadi', 'Bulam-sacheol' y 'Miso'.

## Uso culinario
En la cocina coreana, la calabaza es usada fresca o seca. El aehobak fresco se puede freír, ya sea en juliana, rebozado en buchimgae o en rodajas y lavado con huevo como jeon. A menudo se suelen convertir namul - banchan (plato de acompañamiento de vegetales condimentados), generalmente sazonado con camarones salados y salteados. A veces, el aehobak es uno de los ingredientes principales en platos de estofado como jijimi y mureum. El aehobak seco, llamado hobak-goji, se puede preparar cortando la calabaza en rodajas finas y secándolas al sol. Se pone a remojo antes de cocinarlo y luego se suele saltear para hacer un bokkeum o namul. 
La calabaza también es usada en platos de la corte real como seon y, más recientemente, en wolgwa-chae, en sustitución del melón en escabeche oriental. 